# Amedeo Cassina
Amedeo Cassina (Lugano, 20 maggio 1991) è un ex pallanuotista svizzero.

## Biografia
Estroso mancino cresciuto nella SP Bissone, esordisce in NWL nella stagione 2008. Si fa subito notare al grande pubblico, tanto che nella stagione 2009 la Lugano Pallanuoto lo strappa ai cugini. Dall'altra parte del Ceresio, dopo una prima fase di adattamento, si fa subito apprezzare per il suo micidiale tiro e per uno scatto fulminante. A Lugano vince un campionato nel 2010 e tre coppe nazionali nel 2009, 2010 e 2011. Dal settembre del 2011 milita nel SC Horgen, club con il quale si è piazzato secondo nella stagione 2012.
Nel settembre 2012 si trasferisce alla SC Frosch Aegeri. Nel settembre 2015, a causa della non iscrizione dell'Aegeri alla serie A, ritorna alla SC Horgen, società che però lascia dopo una sola stagione per rientrare alla Lugano Pallanuoto, con la quale vince tre titoli consecutivi nel 2016, nel 2017 e nel 2018. Dopo la sconfitta in finale nella stagione 2019, decide di ritornare alle origini nella SP Bissone, ma dopo alcune partite decide di appendere la calottina al chiodo a soli 28 anni.